# Liste des volcans d'Islande

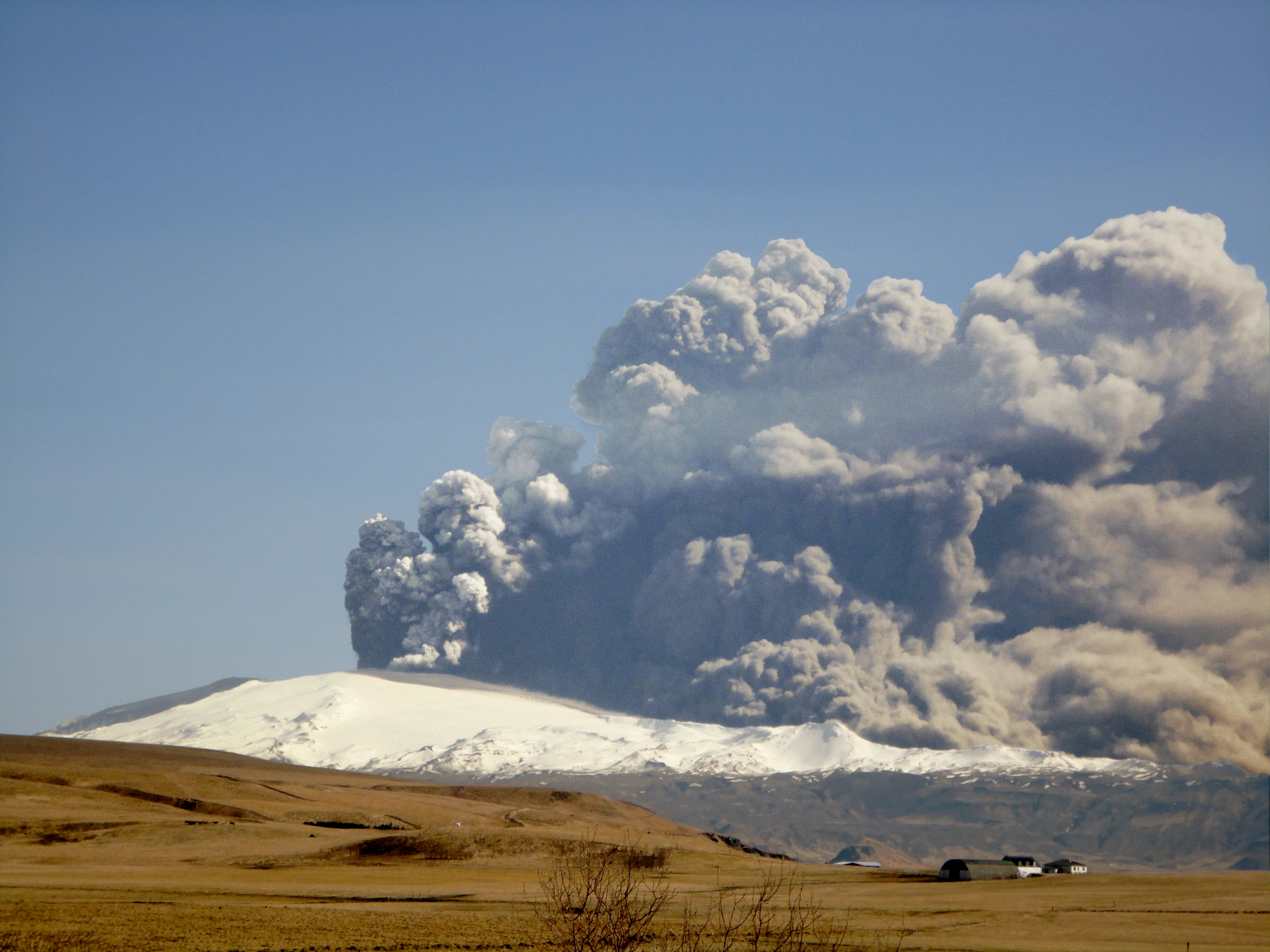
L'Eyjafjöll en éruption en 2010.

Cet article recense les volcans d'Islande.

## Caractéristiques

Carte des systèmes volcaniques de l'Islande.

L'Islande possède plus de 200 cratères dont environ 130 volcans actifs organisés en une trentaine de systèmes volcaniques alignés pour la plupart en direction sud-ouest-nord-est. Seuls quelques-uns d'entre eux connaissent des éruptions à un rythme régulier comme le Grímsvötn, l'Hekla ou le Krafla. Une vingtaine sont entrés en éruption depuis la colonisation de l'île vers 900.
Les géologues expliquent son volcanisme soutenu par la position de l'île à cheval sur la dorsale médio-atlantique entre l'Europe et l'Amérique du Nord et qui la traverse du sud-ouest au nord-est ainsi que par la présence d'un point chaud sous l'île.
Les volcans les plus importants de l'Islande sont :
- dans le sud et l'ouest : Reykjanes/Gunnuhver, Krýsuvík/Trölladyngja, Brennisteinsfjöll, Hengill, Hekla, Katla, situé sous le glacier Mýrdalsjökull, Eldgjá et les Lakagígar, Öræfajökull (recouvert par le glacier Öræfajökull, sud du Vatnajökull), Ljósufjöll et Snæfellsjökull.
- dans le nord et l'intérieur du pays : le glacier Vatnajökull avec Bárðarbunga, Gjálp, Grímsvötn et Kverkfjöll, Herðubreið, Snæfell, Askja et Krafla.

De plus, les îles Vestmann possèdent quelques volcans actifs comme Surtsey ou l'Eldfell sur l'île de Heimaey.
Il y a aussi quelques autres régions à forte géothermie comme Hveragerði (partie du système Hengill-Hrómundartindur-Grensdalur) et Haukadalur (dans le sud) avec le fameux Geysir.

## Liste

### Nord
| Nom        | Type              | Altitude | Dernière éruption | Coordonnées          |
| ---------- | ----------------- | -------- | ----------------- | -------------------- |
| Kolbeinsey | Volcan sous-marin | +0 0005, | 1999              | 66° 40′ N, 18° 30′ O |
| Tjörnes    | Volcan sous-marin | +0 0000, | 1868              | 66° 18′ N, 17° 06′ O |

### Nord-Est
| Nom                | Type                 | Altitude | Dernière éruption       | Coordonnées          |
| ------------------ | -------------------- | -------- | ----------------------- | -------------------- |
| Askja              | Stratovolcan         | +01 516, | 1961                    | 65° 02′ N, 16° 45′ O |
| Bárðarbunga        | Stratovolcan         | +02 009, | 23/08/2014              | 64° 38′ N, 17° 32′ O |
| Fremrinámur        | Stratovolcan         | +00939,  | 800 av. J.-C. ± 300 ans | 65° 26′ N, 16° 39′ O |
| Grímsvötn          | Caldeira             | +01 725, | 21/05/2011              | 64° 25′ N, 17° 20′ O |
| Herðubreið         | Tuya                 | +01 682, | Endormi                 | 65° 11′ N, 16° 20′ O |
| Hverfjall          | Cône volcanique      | +00420,  | ~500 av. J.-C.          | 65° 22′ N, 16° 32′ O |
| Kollóttadyngja     | Volcan bouclier      | +01 177, | Holocène                | 65° 13′ N, 16° 33′ O |
| Krafla             | Caldeira             | +00818,  | 1984                    | 65° 44′ N, 16° 47′ O |
| Kverkfjöll         | Stratovolcan         | +01 929, | 1968                    | 64° 39′ N, 16° 43′ O |
| Loki-Fögrufjöll    | Fissures volcaniques | +01 570, | 1910                    | 64° 29′ N, 17° 48′ O |
| Þeistareykjarbunga | Volcan bouclier      | +00564,  | 750 av. J.-C. ± 100 ans | 65° 53′ N, 16° 50′ O |
| Tungnafellsjökull  | Caldeira             | +01 535, | ?                       | 64° 44′ N, 17° 55′ O |

### Ouest
| Nom            | Type                 | Altitude | Dernière éruption | Coordonnées          |
| -------------- | -------------------- | -------- | ----------------- | -------------------- |
| Helgrindur     | Cônes pyroclastiques | +00647,  | Holocène          | 64° 52′ N, 23° 15′ O |
| Ljósufjöll     | Fissures volcaniques | +01 063, | 960 ± 10 ans      | 64° 52′ N, 22° 14′ O |
| Snæfellsjökull | Stratovolcan         | +01 448, | 200 ± 150 ans     | 64° 48′ N, 23° 47′ O |

### Sud
| Nom              | Type                  | Altitude | Dernière éruption | Coordonnées          |
| ---------------- | --------------------- | -------- | ----------------- | -------------------- |
| Bláhnúkur        | Tuya                  | +00940,  | 1477              | 63° 59′ N, 19° 04′ O |
| Brennisteinsalda | Stratovolcan          | +00855,  | 1961              | 63° 59′ N, 19° 09′ O |
| Eldfell          | Stratovolcan          | +00279,  | 1973              | 63° 26′ N, 20° 15′ O |
| Eyjafjöll        | Stratovolcan          | +01 666, | 2010              | 63° 38′ N, 19° 37′ O |
| Helgafell        | Cône volcanique       | +00227,  | 4000 av. J.-C.    | 63° 26′ N, 20° 16′ O |
| Hekla            | Stratovolcan          | +01 491, | 2000              | 63° 59′ N, 19° 42′ O |
| Jólnir           | Volcan sous-marin     | −00041,  | 1966              | 63° 18′ N, 20° 38′ O |
| Katla            | Volcan sous-glaciaire | +01 512, | 1918, 2011 ?      | 63° 38′ N, 19° 03′ O |
| Lakagígar/Laki   | Fissures volcaniques  | +01 725, | 1785              | 64° 04′ N, 18° 13′ O |
| Surtla           | Volcan sous-marin     | −00050,  | 1964              | 63° 19′ N, 20° 32′ O |
| Surtsey          |                       | +00174,  | 1963              | 63° 18′ N, 20° 37′ O |
| Syrtlingur       | Volcan sous-marin     | −00032,  | 1965              | 63° 18′ N, 20° 35′ O |
| Þórólfsfell      | Tuya                  | +00574,  | ?                 | 63° 43′ N, 19° 40′ O |
| Tindfjöll        | Stratovolcan          | +01 463, | Endormi           | 63° 47′ N, 19° 34′ O |
| Torfajökull      | Stratovolcan          | +01 259, | 1477              | 63° 55′ N, 19° 10′ O |
| Vatnafjöll       | Fissures volcaniques  | +01 235, | 750 ± 1 000 ans   | 63° 55′ N, 19° 40′ O |

### Sud-Est
| Nom         | Type         | Altitude | Dernière éruption | Coordonnées          |
| ----------- | ------------ | -------- | ----------------- | -------------------- |
| Esjufjöll   | Stratovolcan | +01 760, | 1927              | 64° 16′ N, 16° 39′ O |
| Öræfajökull | Stratovolcan | +02 119, | 1727              | 64° 00′ N, 16° 39′ O |
| Snæfell     | Stratovolcan | +01 833, | Holocène ?        | 64° 48′ N, 15° 34′ O |

### Sud-Ouest
| Nom               | Type                  | Altitude | Dernière éruption        | Coordonnées          |
| ----------------- | --------------------- | -------- | ------------------------ | -------------------- |
| Brennisteinsfjöll | Cratères              | +00621,  | 1341 ± 1 an              | 63° 55′ N, 21° 50′ O |
| Geysir            | Geysers et solfatares | +00600,  | Holocène ?               | 64° 19′ N, 20° 18′ O |
| Grímsnes          | Cratères              | +00214,  | ~3500 av. J.-C.          | 64° 02′ N, 20° 52′ O |
| Hengill           | Cratères              | +00803,  | 90 ± 100 ans             | 64° 05′ N, 21° 19′ O |
| Hofsjökull        | Caldeira              | +01 782, | Endormi                  | 64° 47′ N, 18° 55′ O |
| Hrómundartindur   | Stratovolcan          | +00540,  | Holocène ?               | 64° 04′ N, 21° 12′ O |
| Hveravellir       | Volcan sous-glaciaire | +01 360, | 950 ± 50 ans             | 64° 45′ N, 19° 59′ O |
| Kerlingarfjöll    | Tuya                  | +01 488, | Endormi                  | 64° 38′ N, 19° 19′ O |
| Krýsuvík          | Cratères              | +00379,  | 19/03/2021               | 63° 56′ N, 22° 06′ O |
| Ok                | Volcan bouclier       | +01 141, | Pléistocène              | 64° 36′ N, 20° 52′ O |
| Prestahnjúkur     | Volcan sous-glaciaire | +01 400, | 7550 av. J.-C. ± 500 ans | 64° 36′ N, 20° 35′ O |
| Reykjanes         | Cratères              | +00230,  | 1879                     | 63° 53′ N, 22° 30′ O |
| Reykjaneshryggur  | Fissure volcanique    | −00080,  | 1970 ?                   | 63° 40′ N, 23° 20′ O |